# 格但斯克新莊園

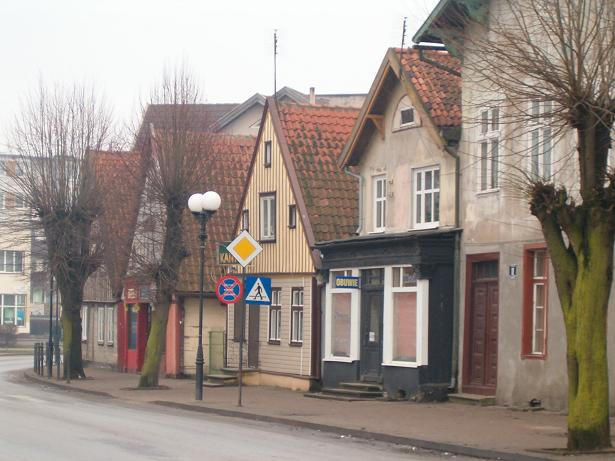

格但斯克新莊園（波蘭語：Nowy Dwór Gdański）是波蘭的城鎮，位於該國北部，由濱海省負責管轄，面積5.06平方公里，2006年人口9,948。在瓜分波蘭中，該鎮被納入普魯士王國管治範圍。

## 友好城市
- 德国亨内夫
- 乌克兰薩爾內
- 俄羅斯斯韋特雷
- 捷克Velká nad Veličkou

## 外部連結
- Official webpage （页面存档备份，存于）

54°13′N 19°07′E / 54.217°N 19.117°E